# Arbacioida
Ordre
Les Arbacioida forment un ordre d'oursins réguliers. Il n'en subsiste actuellement qu'une seule famille : les Arbaciidae.

## Caractéristiques

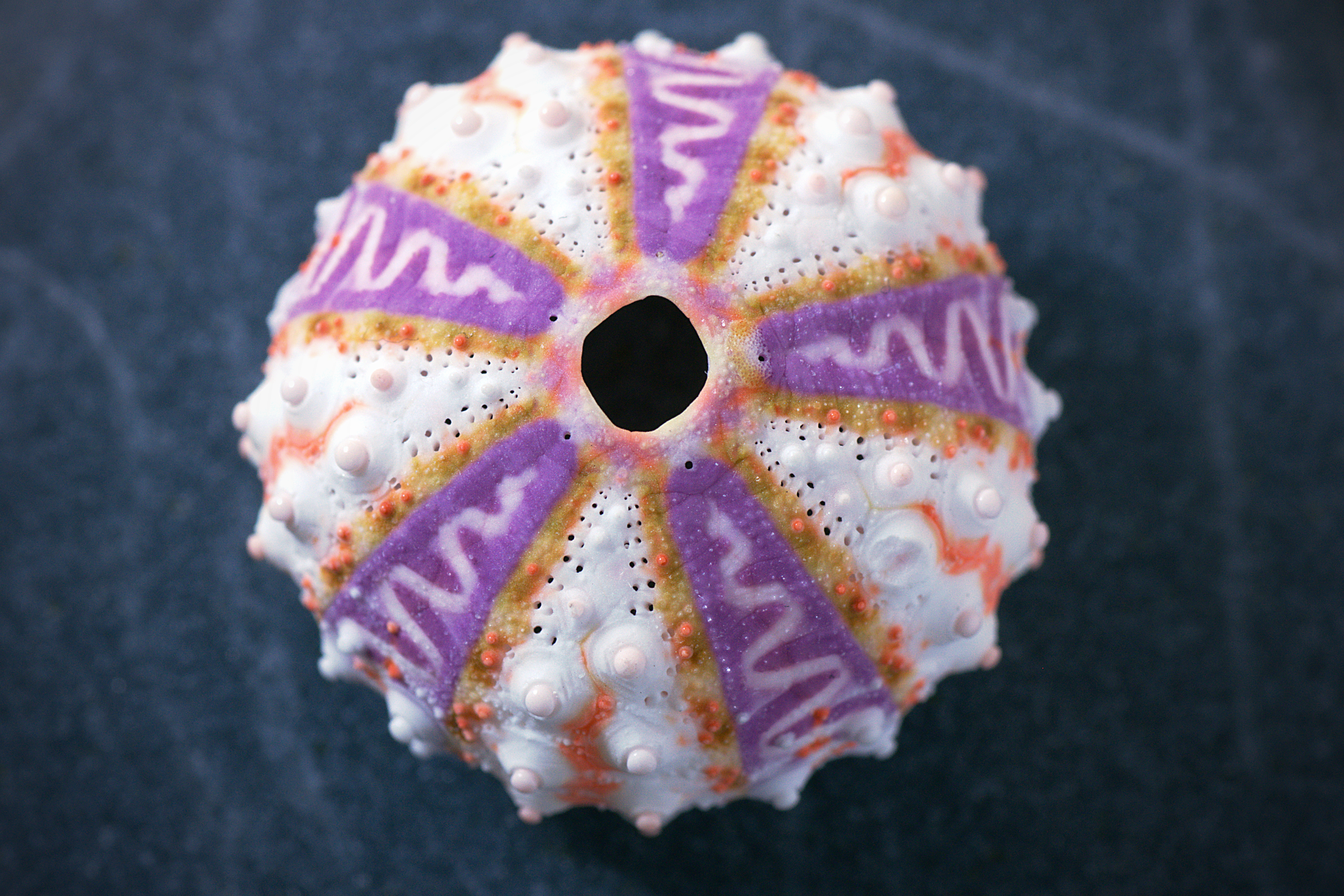
Test de Coelopleurus exquisitus.

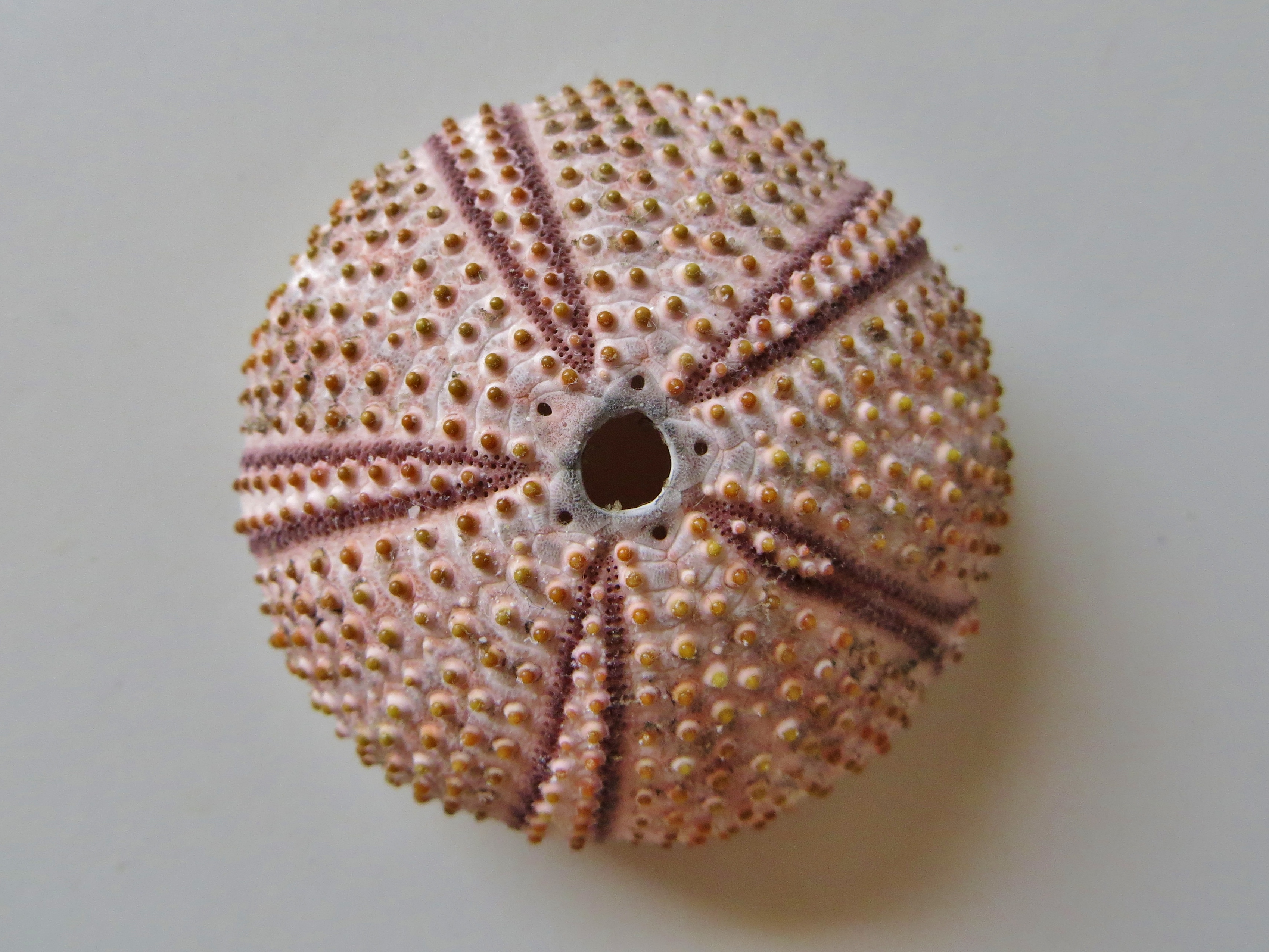
Test d'un Arbacia lixula.

Ce sont des oursins réguliers de forme arrondie ; la bouche est située au centre de la face orale (inférieure), et l'anus à l'opposé, au sommet du test (coquille).
Au sommet du test, le disque apical est très réduit (contrairement au péristome très large, mesurant le tiers du diamètre), et dicyclique (rarement hémicyclique). 
Les tubercules ambulacraires et interambulacraires sont de même taille, et il en va grossièrement de même pour les radioles. 
Les tubercules sont imperforés et non crénulés chez presque tous les représentants de l'ordre, sauf les plus basaux. Une plaque basicoronale est visible aux interambulacres.
Cet ordre semble être apparu au milieu du Jurassique.

## Liste des familles
D'après World Register of Marine Species (30 octobre 2013) :
- famille Arbaciidae Gray, 1855
  - genre Arbacia Gray, 1835
  - genre Arbaciella Mortensen, 1910
  - genre Coelopleurus L. Agassiz, 1840
  - genre Dialithocidaris A. Agassiz, 1898
  - genre Habrocidaris A. Agassiz & Clark, 1907
  - genre Podocidaris A. Agassiz, 1869
  - genre Pygmaeocidaris Döderlein, 1905
  - genre Sexpyga Shigei, 1975
  - genre Tetrapygus L. Agassiz, 1841
  - genre Arbia Cooke, 1948 †
  - genre Baueria Noetling, 1885 †
  - genre Codiopsis L. Agassiz, in Agassiz & Desor, 1846 †
  - genre Cottaldia Desor, 1856 †

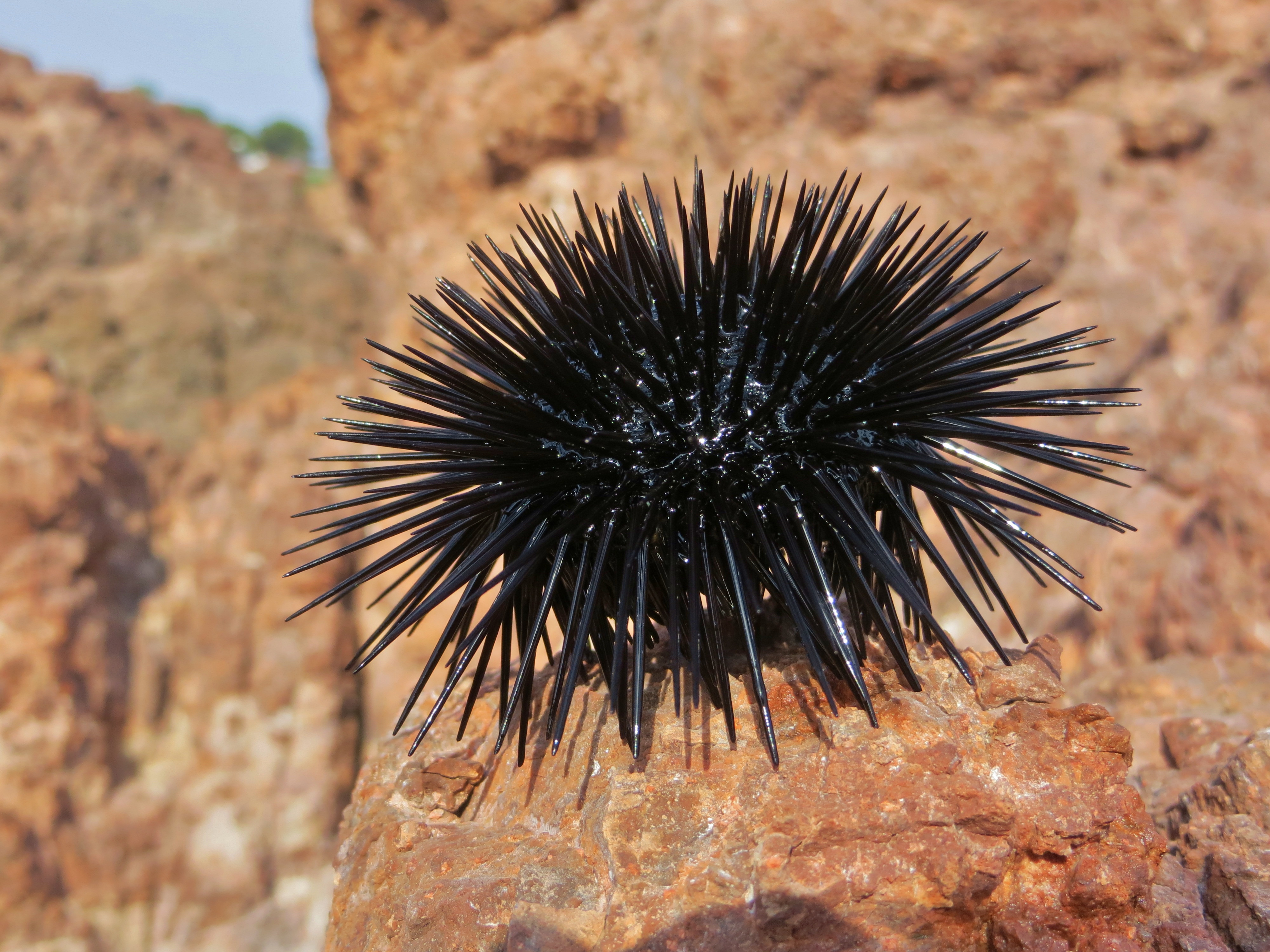
Arbacia lixula vivant, hors de l'eau
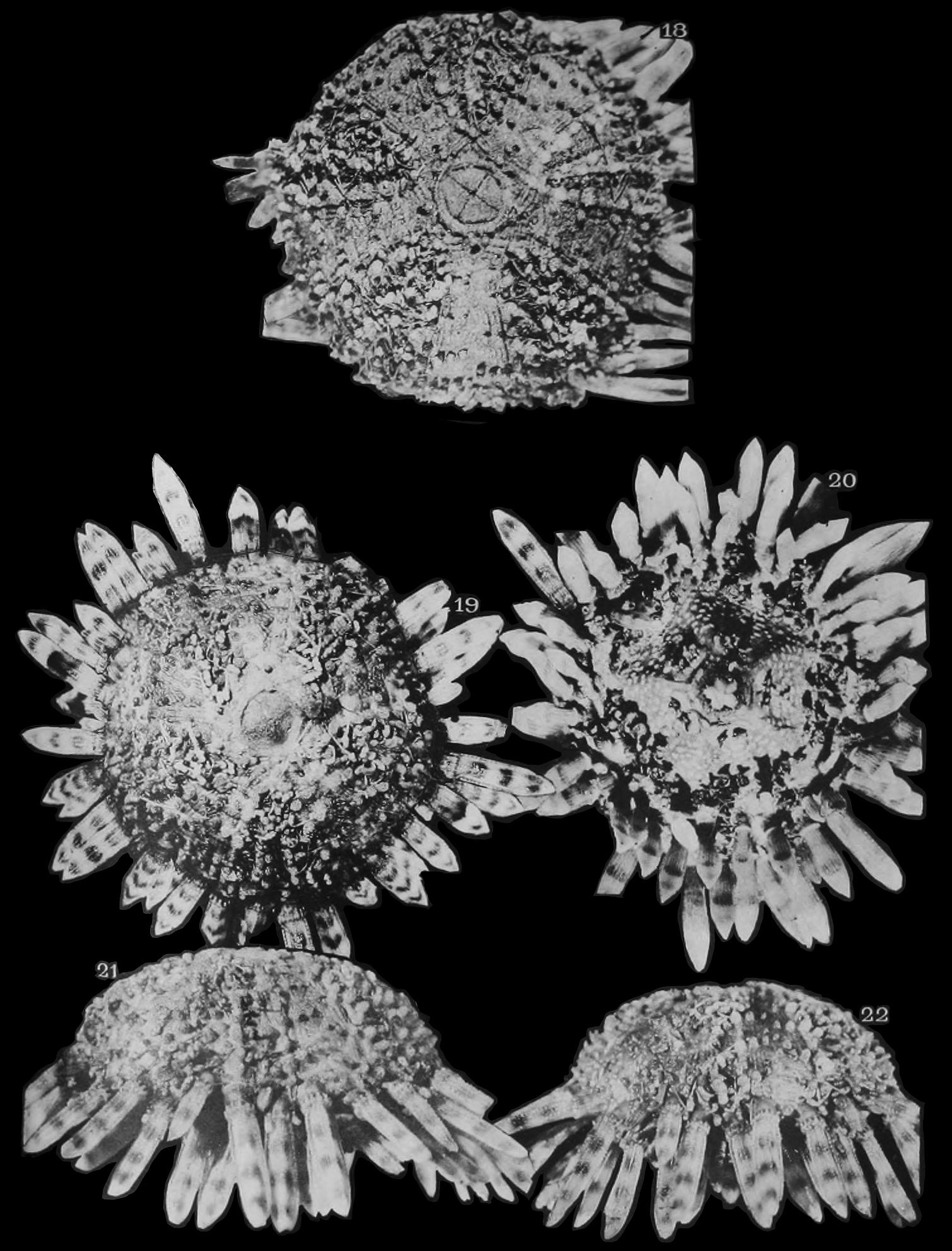
Arbaciella elegans
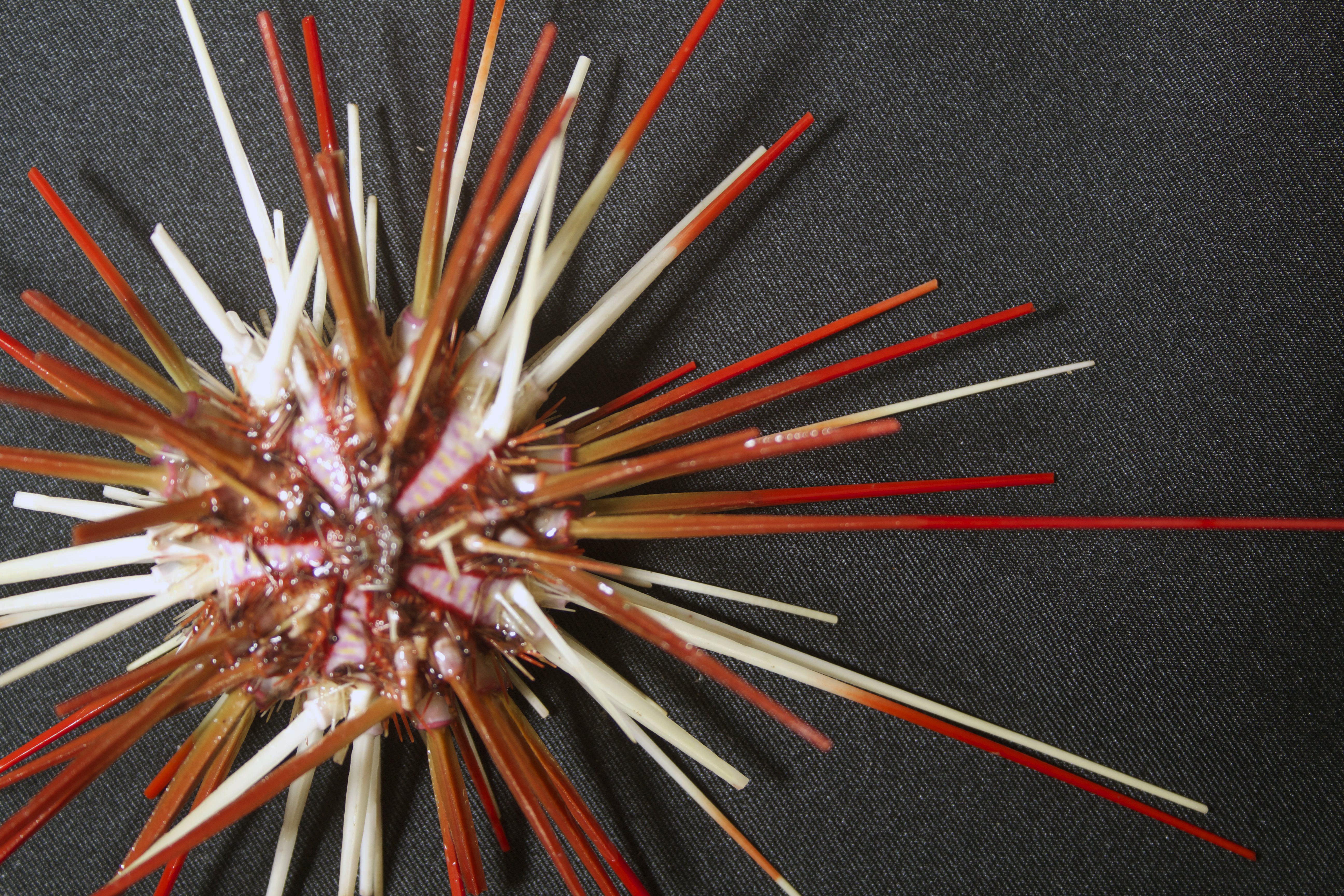
Coelopleurus floridanus
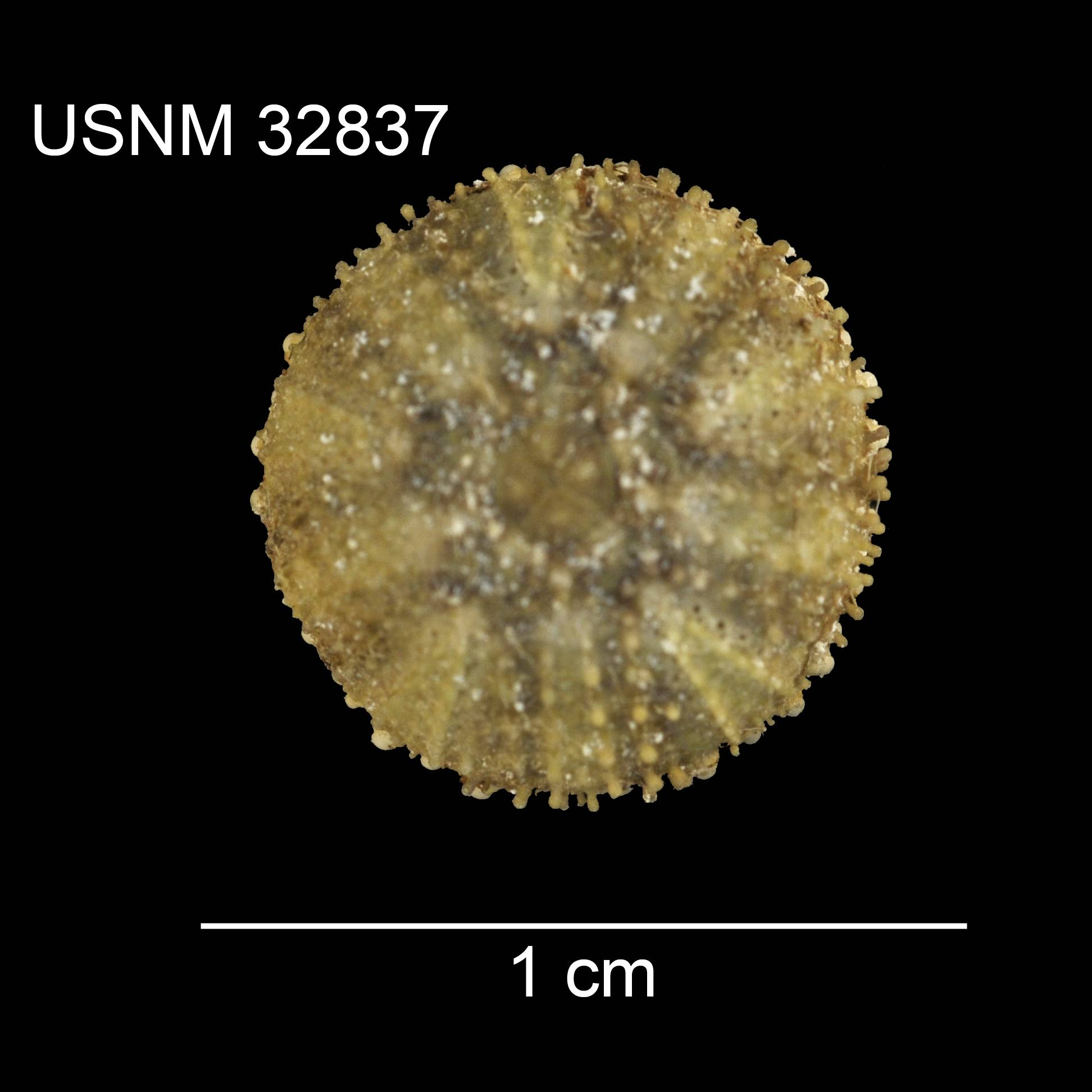
Test de Podocidaris ornata
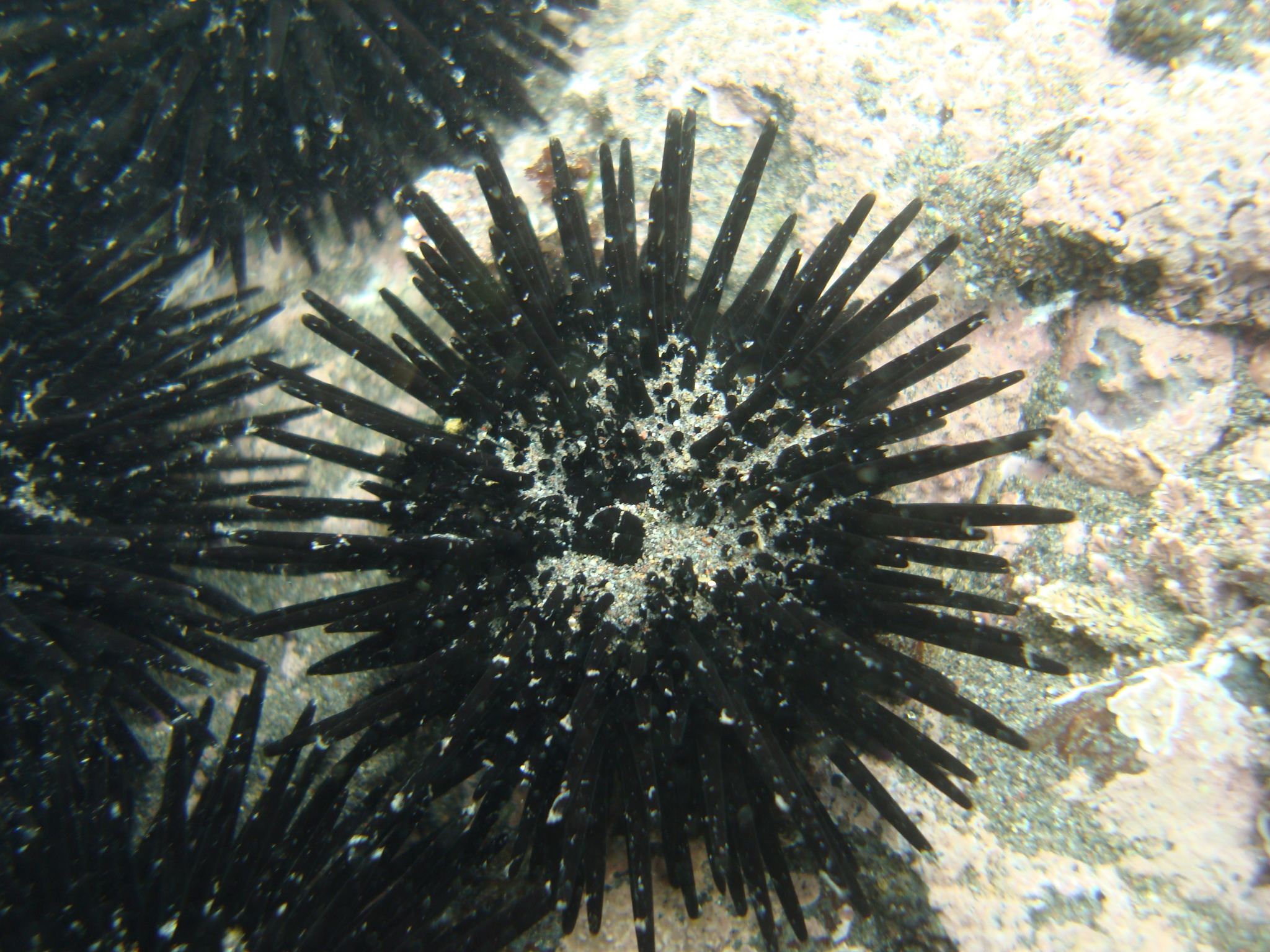
Tetrapygus niger

Taxons éteints, : 
- famille fossile Acropeltidae Lambert & Thiéry, 1914 †
- famille fossile Glypticidae Lambert & Thiéry, 1914 †
- genre fossile Dubarechinus Lambert, 1937 †
- genre fossile Eucosmus L. Agassiz in L. Agassiz & Desor, 1846 †
- genre fossile Gymnodiadema de Loriol, 1884 †

Glypticus hieroglyphicus (Glypticidae)